# Hilary Mason
Hilary Lavender Mason (4 de septiembre de 1917 – 5 de septiembre de 2006) fue una actriz inglesa, activa principalmente en la televisión británica entre las décadas de 1960 y 1990.
Mason nació en Birmingham y estudió en la Escuela de Arte Dramático de Londres, antes de iniciar su carrera en el teatro londinense. Logró reconocimiento internacional con su papel de una psíquica ciega en el largometraje de Nicolas Roeg Don't Look Now.
La actriz protagonizó Mistress of Hardwick, una serie de la BBC emitida en 1972 sobre la vida y obra de Bess de Hardwick. Apareció en "Gunfight at the O.K. Laundrette", el episodio piloto de la aclamada serie dramática Minder. Su presencia en los medios empezó a disminuir a mediados de la década de 1990. Falleció en septiembre de 2006.

## Filmografía notable
| Año  | Título                     | Papel             | Notas     |
| ---- | -------------------------- | ----------------- | --------- |
| 1960 | Rockets in the Dunes       | Sra. Allen        |           |
| 1963 | The Yellow Teddy Bears     | Sra. Fletch       |           |
| 1970 | Morning Story              | Sra. McIsaac      | Telefilme |
| 1971 | She'll Follow You Anywhere | Madre de Jackie   |           |
| 1973 | Don't Look Now             | Heather           |           |
| 1975 | I Don't Want to Be Born    | Sra. Hyde         |           |
| 1977 | The Three Hostages         | Sra. Medina       | Telefilme |
| 1978 | Absolution                 | Sra. Froggatt     |           |
| 1982 | The Return of the Soldier  | Ward              |           |
| 1982 | Ghost in the Water         | Nan               | Telefilme |
| 1983 | Bullshot                   |                   |           |
| 1987 | Dolls                      | Hilary Hartwicke  |           |
| 1989 | Robot Jox                  | Profesora Laplace |           |
| 1990 | Meridian                   | Martha            |           |
| 1991 | Afraid of the Dark         |                   |           |
| 1995 | Haunted                    |                   |           |